# Пітер Ф. Гамільтон
Пітер Ф. Гамільтон (англ. Peter F. Hamilton); 2 березня 1960, Ратленд, Англія —  британський письменник, який пише в жанрі наукової фантастики. Станом на 2014 рік його твори були продані тиражем понад два мільйони примірників

## Дитинство
Пітер Гамільтон народився в графстві Ратленд (Англія) 2 березня 1960 року. В університет він так і не поступив. Як висловився письменник в одному з інтерв'ю: 

Я вчився в школі до свого вісімнадцятиріччя. З шістнадцяти років я перестав вивчати граматику, орфографію і літературу. Мені це просто тоді було нецікаво

## Кар'єра письменника
Писати почав у 27 років, і вже в 1988 його перше оповідання публікує журнал "Fear". Перший роман Гамільтона, що поклав початок циклу історій про Грега Манделу, "Mindstar Rising", був виданий в 1993 році. У 1994 виходить друга книга - "A Quantum Murder", в 1995 третя книга трилогії - "The Nano Flower".
У 1996 друкується "Дисфункція Реальності" ("Reality Dysfunction")- перша книга масштабної космічної епопеї "Пришестя Ночі" ("The Night's Dawn"). Остання, на сьогоднішній день, його робота - роман "Salvation"(2018р.) ISBN 978-1447281313.
Пітер Гамільтон, разом зі своєю дружиною Кейт, дочкою Софі і сином Феліксом живе в графстві Ратленд, недалеко від водосховища Ратленд Вотер. В даний час працює над трилогією під назвою "Salvation"

## Спрямування творчості
Космічна опера в написанні автора характеризується наявністю безлічі персонажів і великою кількістю окремих та таких, що перетинаються, сюжетних ліній. Пітера Гамільтона зазвичай порівнюють з Аластером Рейнольдсом, Стівеном Бакстером і Кеном Маклеодом. Але на відміну від перерахованих авторів, переважно схиляються до класичної, «твердої» фантастики, Гамільтон широко використовує в своїх книгах міфологічні елементи (загробний світ, потойбічні сутності і т.п.).

## Нагороди
1994 - номінація на Премію Британської Асоціації Наукової Фантастики / British Science Fiction Association Award // Мала форма за "Spare Capacity" (1993)
1995 - номінація на Премію Джеймса Тіптрі молодшого / James Tiptree Jr. Award за " Eat Reecebread" (1994)
1996 - Премія Британської Асоціації Наукової Фантастики / British Science Fiction Association Award // Роман "The Nano Flower" (1995)
1998 - Премія Баррі Левіна / Barry R. Levin Collectors Award // Автор року
2001 - Премія Британської асоціації наукової фантастики в категорії «Мала форма» за "The Suspect Genome"
2002 - номінація на премію Артура Ч. Кларка в категорії "Роман" за "Дракона поваленого".
2004 - Премія Баррі Левіна / Barry R. Levin Collectors Award // Книга року "Зірка Пандори" / "Pandora's Star" (2004)
2013 - номінація на Велику премію Уяви / Grand Prix de l'Imaginaire // Коротка форма, перекладена на французьку / Nouvelle étrangère (збірка оповідань) "Manhattan in Reverse" (2011)
2014 - номінація на премію Ігнотуса / Premio Ignotus // Зарубіжний роман (Велика Британія), "Безодня, яка еволюціонує" / The Evolutionary Void (2010)
2014 - номінація в Список рекомендованої читання від Американської бібліотечної асоціації / Reference & User Services Association - The Reading List // Наукова фантастика "Зоряна дорога" / Great North Road (2012)
2015 - Велика премія Уяви / Grand Prix de l'Imaginaire// Роман, перекладений на французьку  / Roman étranger в 2-х томах "Зоряна дорога" / Great North Road (2012)
2016 - номінація на Премію Курта Лассвіца / Kurd-Laßwitz-Preis // Кращий зарубіжний роман (Велика Британія) за  "The Abyss Beyond Dreams" (2014 року)→ 